# 叙述
| ウィキペディアには「叙述」という見出しの百科事典記事はありません（タイトルに「叙述」を含むページの一覧/「叙述」で始まるページの一覧）。 代わりにウィクショナリーのページ「叙述」が役に立つかもしれません。 |